# إنيو أسانو
إنيو أسانو (باليابانية: 浅野いにお) هو مانغاكا ياباني ولد في 22 سبتمبر 1980.

## أعمال
- أوياسومي بون بون
- ديد ديد ديمونز ديديديدي ديستريشن

## وصلات خارجية
- إنيو أسانو على موقع IMDb (الإنجليزية)
- إنيو أسانو على موقع ميوزك برينز (الإنجليزية)
- إنيو أسانو على موقع ديسكوغز (الإنجليزية)
- إنيو أسانو على موقع قاعدة بيانات الفيلم (الإنجليزية)
- إنيو أسانو على موقع كينوبويسك (الروسية)
- إنيو أسانو على موقع ANN person (الإنجليزية)